# مجازات قهرمان
مجازات قهرمان (به هندی: Dand Nayak) فیلمی هندی محصول سال ۱۹۹۸ و به کارگردانی سکندر بهارتی است. در این فیلم بازیگرانی همچون نصیرالدین شاه، مانک بدی، عایشا جولکا، ایندر کومار، تیسکا چوپرا، پارش راوال و ساتین کاپو ایفای نقش کرده‌اند.